# Ljudmila Ruděnková
Ljudmila Vladimirovna Ruděnková (rusky Людми́ла Влади́мировна Руде́нко – Ljudmila Vladimirovna Ruděnko, ukrajinsky Людмила Володимирівна Руденко; – Ljudmila Volodimirivna Ruděnko; 27. července 1904, Lubny – 4. března 1986, Leningrad) byla sovětská šachistka, po Věře Menčíkové v pořadí druhá žena, která si vybojovala titul mistryně světa v šachu (titul držela v letech 1950 až 1953). Narodila se v Poltavské gubernii, která odpovídá Poltavské oblasti na Ukrajině, a která byla tehdy součástí Ruského impéria. Šachy se naučila hrát od svého otce v deseti letech. Po skončení střední školy se odstěhovala do Oděsy, kde získala vysokoškolské vzdělání v oboru ekonomie. Pracovala jako plánovač a šachy hrála zpočátku pouze jako svůj koníček. Daleko více se zabývala plaváním a stala se mistryní Oděsy v kategorii 400 metrů prsa. Šachy závodně začala Ruděnková hrát po přestěhování do Moskvy roku 1925. Poté se přestěhovala do Leningradu, kde se v roce 1929 stal jejím trenérem Pjotr Arseňjevič Romanovskij.

## Tituly
Po zisku titulu Mistryně světa jí byl udělen titul IM. Roku 1976 jí FIDE udělila titul WGM.

## Soutěže jednotlivkyň
Roku 1928 zvítězila na mistrovství Moskvy žen v šachu. Po přestěhování do Leningradu v roce 1929 třikrát vyhrála mistrovství Leningradu žen v šachu. Mistrovství Sovětského svazu v šachu žen vyhrála Ruděnková roku 1952.

### Mistrovství světa žen
Když na přelomu let 1949–1950 uspořádala FIDE v Moskvě turnaj o titul mistryně světa v šachu, který měl určit nástupkyni tragicky zahynulé Věry Menčíkové, Ruděnková tento turnaj v konkurenci dalších patnácti šachistek vyhrála s náskokem jednoho bodu před druhou Olgou Rubcovovou a vybojovala tak titul mistryně světa v šachu.
Titul mistryně světa ztratila roku 1953 v zápase s Jelizavetou Bykovovou, který v Leningradě prohrála 5:7 (=2). Ještě po desáté partii byl stav nerozhodný 4:4 (=2), pak však Ruděnková v posledních čtyřech partiích třikrát prohrála.
Protože roku 1955 vyhrála kandidátský turnaj v Moskvě Olga Rubcovová a Ruděnková měla po prohraném zápase o titul právo na odvetu, střetly se Ruděnková, Rubcovová a Bykovová roku 1956 v Moskvě v trojzápase, ve kterém zvítězila Rubcovová a Ruděnková skončila na posledním třetím místě.
| Rok       | Turnaj                                     | Místo     | Body | Partie | Výhry | Remízy | Prohry | Pořadí | Počet účastnic |
| --------- | ------------------------------------------ | --------- | ---- | ------ | ----- | ------ | ------ | ------ | -------------- |
| 1949-1950 | 8. turnaj mistrovství světa v šachu žen    | Moskva    | 11,5 | 15     | 9     | 5      | 1      | 1.     | 16             |
| 1953      | Zápas o titul s Jelizavetou Bykovovou      | Leningrad | 6,0  | 14     | 5     | 2      | 7      | 2.     | 2              |
| 1956      | Trojzápas o titul s Rubcovovou a Bykovovou | Moskva    | 4,5  | 16     | 3     | 3      | 10     | 3.     | 3              |

## Soutěže družstev
S družstvem Leningradu se účastnila Mistrovství Sovětského svazu družstev v šachu v letech 1948, 1951 a 1963. Nejvýše dosáhla s družstvem Leningradu na 2. místo v roce 1951. V tomto roce dosáhla i největšího úspěchu v této soutěži, když obsadila individuální druhé místo na první ženské šachovnici
V roce 1952 reprezentovala tým Iskry na Sovětském šachovém poháru klubů na první ženské šachovnici.

## Umění

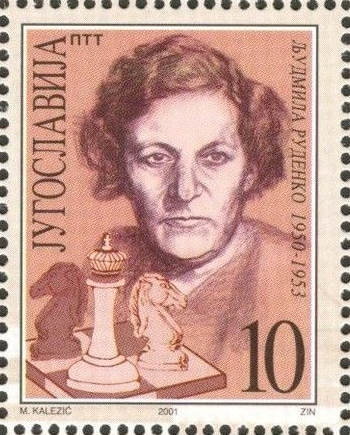
Ljudmila Ruděnková na poštovní známce

V roce 2001 se objevila na poštovní známce Jugoslávie.